# Bahnhof Chita Handa
Der Bahnhof Chita Handa (jap. 知多半田駅, Chita Handa-eki) ist ein Bahnhof auf der japanischen Insel Honshū. Er wird von der Bahngesellschaft Meitetsu (Nagoya Tetsudō) betrieben und befindet sich in der Präfektur Aichi auf dem Gebiet der Stadt Handa, südlich von Nagoya.

## Verbindungen
Chita Handa ist ein Zwischenbahnhof an der Meitetsu Kōwa-Linie von Ōtagawa nach Kōwa, die von der Bahngesellschaft Meitetsu betrieben wird. Nördlich des Bahnhofs werden in der Regel acht und südlich davon vier Züge je Stunde angeboten, wobei zwischen drei verschiedenen Zuggattungen unterschieden wird. Im Halbstundentakt verkehren Express-Eilzüge von Shin-Unuma über Meitetsu Nagoya, Ōtagawa und Chita Handa nach Kōwa. Ebenfalls halbstündlich verkehren Limited Express von Meitetsu Nagoya über Ōtagawa und Chita Handa nach Kōwa (während der Hauptverkehrszeit ab Saya), die weniger Zwischenhalte einlegen. Außerdem ist Chita Handa die Endstation von im Viertelstundentakt verkehrenden Lokalzügen via Ōtagawa nach Kanayama. Vom Bahnhofsvorplatz aus verkehren zwei Buslinien der Gesellschaft Chita Bus. Etwa 300 Meter östlich befindet sich der Bahnhof Handa an der Taketoyo-Linie von JR Central.

## Anlage
Der Bahnhof steht an der Grenze zwischen den Stadtteilen Hakusanchō im Westen und Hirokojichō im Osten. Die von Norden nach Süden ausgerichtete Anlage umfasst drei Gleise, die an einem Mittelbahnsteig an der Ostseite und an einem leicht versetzten Seitenbahnsteig an der Westseite liegen. Beide Bahnsteige sind teilweise überdacht und leicht gekrümmt. Darüber spannt sich an ihrem nördlichen Ende das Empfangsgebäude in Form eines Reiterbahnhofs, erreichbar über Treppen und Aufzüge. Unmittelbar am westlichen Eingang vorbei verläuft die Nationalstraße 247, der Bahnhofsvorplatz vor dem östlichen Eingang ist als Kreisverkehr gestaltet. Über den Platz hinweg führt eine gedeckte Fußgängerbrücke zu einem Geschäftsgebäude auf der gegenüberliegenden Seite. Südlich des Bahnhofs befindet sich ein Abstellgleis; dort wenden Züge, deren Endstation in Chita Handa ist.
Im Fiskaljahr 2019 nutzten durchschnittlich 5.969 Fahrgäste täglich den Bahnhof.

## Bilder

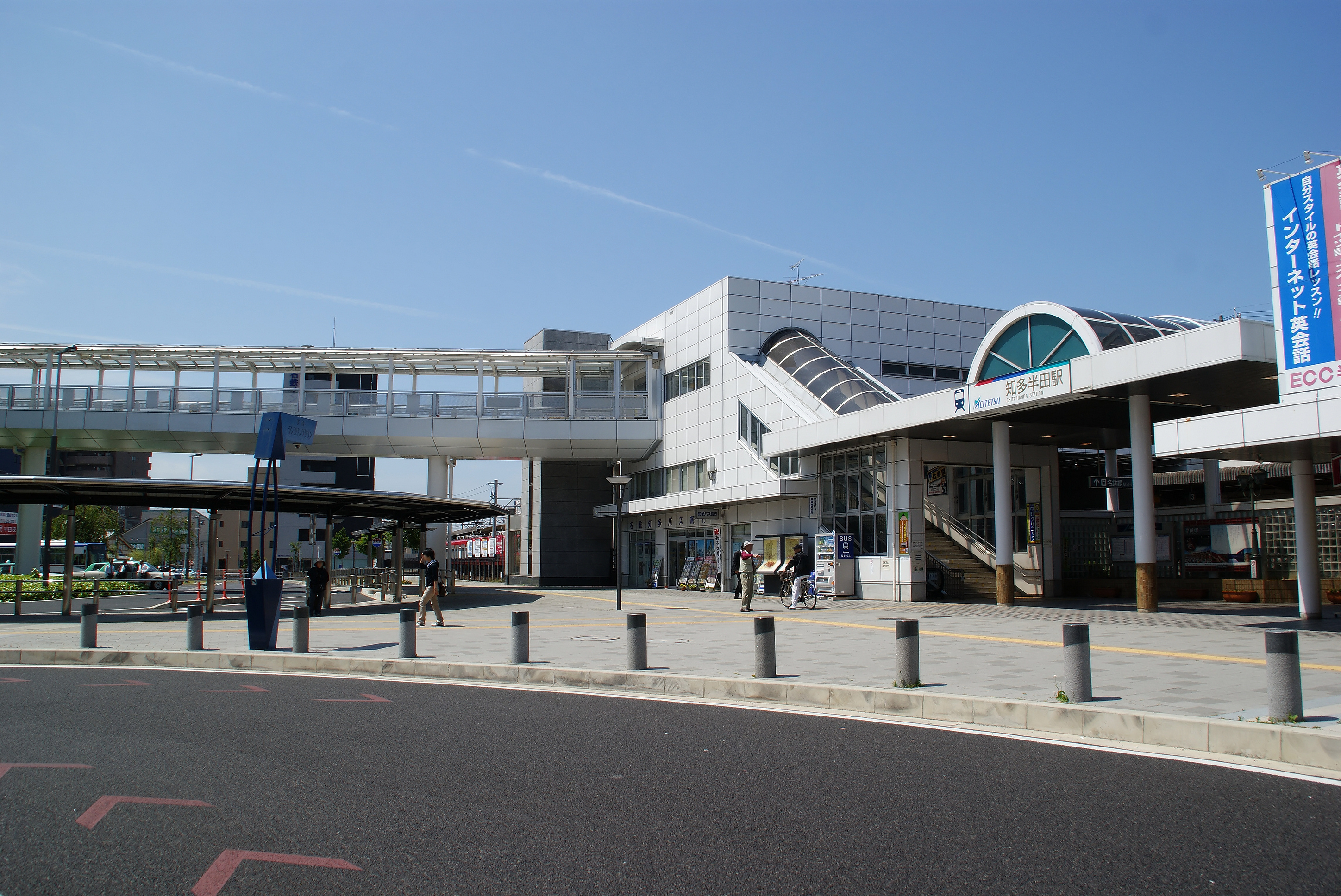
Ansicht vom Bahnhofsvorplatz
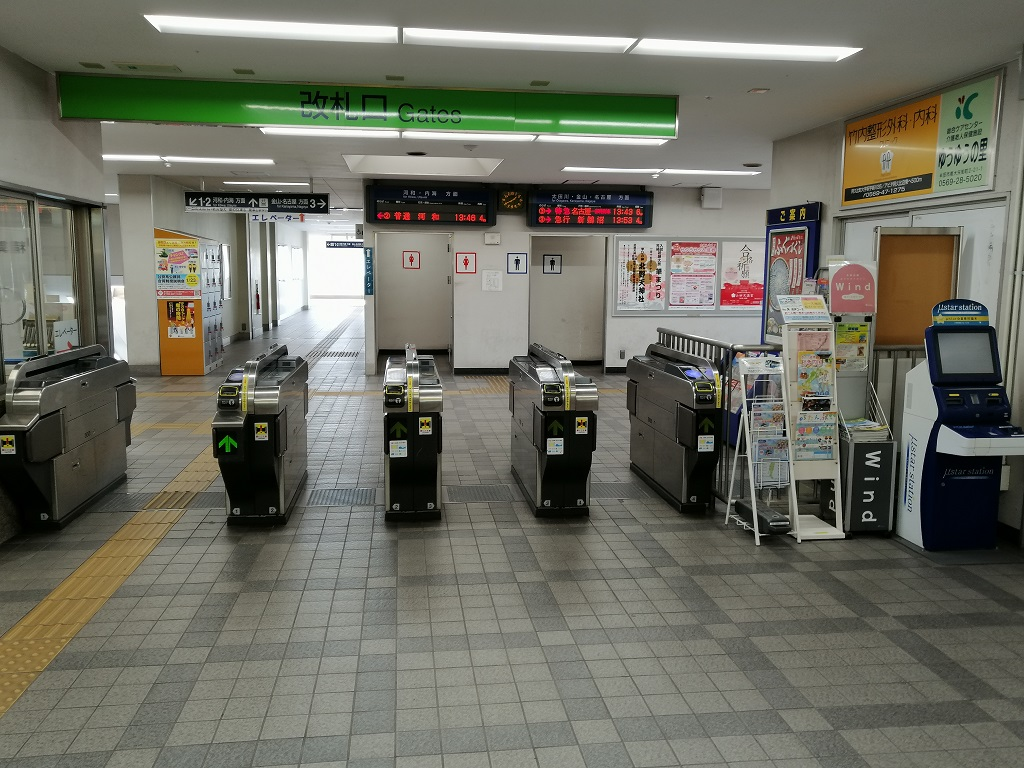
Bahnsteigsperren
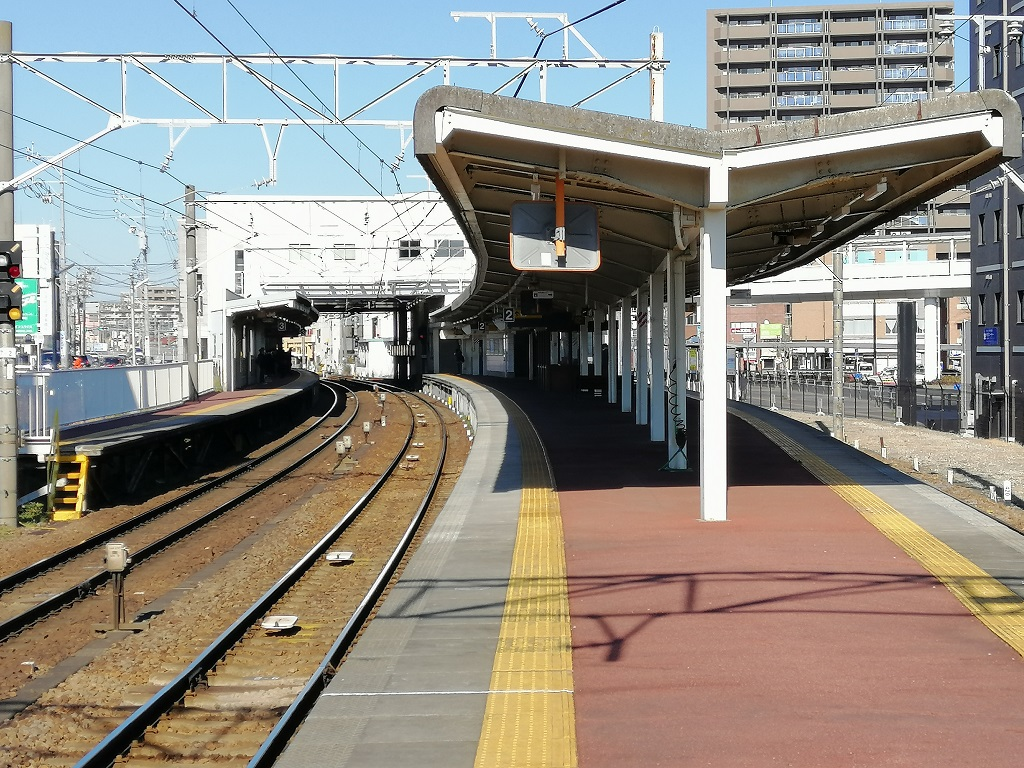
Blick auf die Bahnsteige
Gleisplan vor dem Umbau
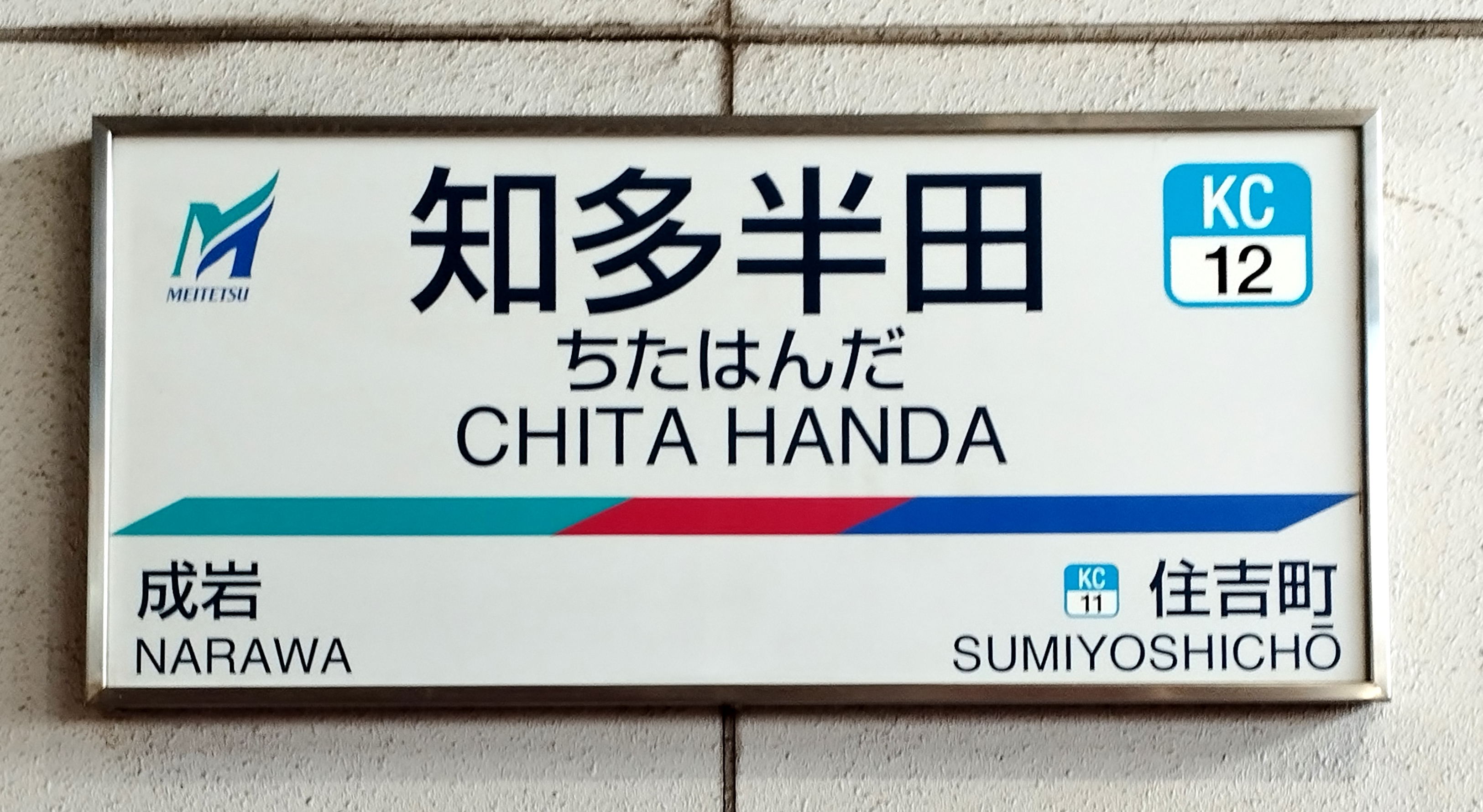
Bahnhofsschild

## Gleise

Gleisplan

| 1 | ▉ Meitetsu Kōwa-Linie | Fuki • Kōwa                                                                             |
| 1 | ▉ Meitetsu Kōwa-Linie | Lokalzüge nach Ōtagawa • Kanayama                                                       |
| 2 | ▉ Meitetsu Kōwa-Linie | Fuki • Kōwa                                                                             |
| 3 | ▉ Meitetsu Kōwa-Linie | Eilzüge nach Ōtagawa • Jingū-mae • Meitetsu Nagoya • Meitetsu Gifu / Tsushima / Inuyama |

## Linien
| Verlauf der Meitetsu Kōwa-Linie |
| --- |
| Ōtagawa • Takayokosuka • Kagiya-Nakanoike • Minami-Kagiya • Yawata-shinden • Tatsumigaoka • Shirasawa • Sakabe • Agui • Uedai • Handaguchi • Sumiyoshichō • Chita Handa • Narawa • Aoyama • Age • Chita-Taketoyo • Fuki • Kōwaguchi • Kōwa |

## Geschichte
Zusammen mit dem ersten Abschnitt der damals so benannten Chita-Linie von Ōtagawa nach Narawa eröffnete die Bahngesellschaft Chita Tetsudō den Bahnhof am 1. April 1931. Er besaß zwei Gleise an zwei Seitenbahnsteigen und trug von Anfang an den Namenszusatz Chita, um ihn vom nahe gelegenen Bahnhof Handa der Staatsbahn zu unterscheiden. Im Auftrag der Chita Tetsudō führte die Aichi Denki Tetsudō (Aiden) den Bahnverkehr durch, ab 1935 deren Nachfolgerin Meitetsu, bis die Chita Tetsudō schließlich 1943 in dieser aufging. Am 1. Dezember 1960 stellte die Meitetsu den Güterumschlag ein. In der zweiten Hälfte der 1980er Jahre wurde der Bahnhof zwecks Kapazitätserweiterung umgebaut und erweitert. Das bisherige Empfangsgebäude an der Ostseite wich dem heutigen Reiterbahnhof, der ab 28. Dezember 1988 in Betrieb war. Ab 5. März 1989 stand das dritte Bahnsteiggleis zur Verfügung. Nach der Erhöhung der Bahnsteige und dem Einbau von Aufzügen war der Bahnhof ab 1. April 2008 barrierefrei zugänglich.